# Hypodryas aurinoides
Hypodryas aurinoides är en fjärilsart som beskrevs av Andreas Kiefer 1918. Hypodryas aurinoides ingår i släktet Hypodryas och familjen praktfjärilar. Inga underarter finns listade i Catalogue of Life.